# Brædstrup Kommune
Brædstrup Kommune i Vejle Amt blev dannet ved kommunalreformen i 1970. Ved strukturreformen i 2007 blev den sammen med Gedved Kommune indlemmet i Horsens Kommune – med undtagelse af Voerladegård Sogn, der 20. april 2005 stemte sig til Skanderborg Kommune. Sønder Vissing Sogn stemte samme dag, men valgte at forblive sammen med resten af Brædstrup Kommune.

## Tidligere kommuner
Brædstrup Kommune blev dannet inden kommunalreformen ved frivillig sammenlægning af 2 sognekommuner:
| Kommune      | Folketal september 1965 | Byer      |
| ------------ | ----------------------- | --------- |
| Nim-Underup  | 993                     | Nim       |
| Ring-Føvling | 2.706                   | Brædstrup |
| I alt        | 3.699                   |           |

Ved selve kommunalreformen kom yderligere 3 sognekommuner med i Brædstrup Kommune:
| Kommune                     | Folketal 1. januar 1970 | Byer                                        |
| --------------------------- | ----------------------- | ------------------------------------------- |
| Brædstrup                   | 3.909                   |                                             |
| Grædstrup                   | 1.045                   | Grædstrup                                   |
| Sønder Vissing-Voerladegård | 1.871                   | Sønder Vissing, Voerladegård og Voervadsbro |
| Tønning-Træden              | 784                     | Træden                                      |
| I alt                       | 7.609                   |                                             |

Hertil kom at Klovborg-Tyrsting sognekommune med 1.444 indbyggere blev delt. Tyrsting Sogn og en del af et ejerlav i Klovborg Sogn kom til Brædstrup – resten af sognet med byen Klovborg kom til Nørre Snede Kommune.

## Sogne
Brædstrup Kommune bestod af følgende sogne:
- Føvling Sogn (Tyrsting Herred)
- Grædstrup Sogn (Tyrsting Herred)
- Nim Sogn (Nim Herred)
- Ring Sogn (Tyrsting Herred) – fra 2005 Brædstrup Sogn
- Sønder Vissing Sogn (Tyrsting Herred)
- Træden Sogn (Tyrsting Herred)
- Tyrsting Sogn (Tyrsting Herred)
- Tønning Sogn (Tyrsting Herred)
- Underup Sogn (Nim Herred)
- Voerladegård Sogn (Tyrsting Herred)

## Borgmestre[4]
| Navn                        | Parti      | Periode   |
| --------------------------- | ---------- | --------- |
| Hans Mikkelsen              | Lokalliste | 1970-1977 |
| Vagn Vejen Petersen         | Venstre    | 1977-1994 |
| Preben Søndergaard Andersen | Venstre    | 1994-2002 |
| Torkild Skifter             | Venstre    | 2002-2006 |

## Kommunalvalg 2001
| Parti                                   | Stemmer | Mandater |
| --------------------------------------- | ------- | -------- |
| Venstre                                 | 2.297   | 7        |
| Socialdemokratiet                       | 1.555   | 4        |
| Borgerlisten for hele Brædstrup Kommune | 933     | 2        |
| Dansk Folkeparti                        | 710     | 2        |
| Danmarks Retsforbund                    | 41      | 0        |